# Prostitution in Südkorea
Die Prostitution in Südkorea ist illegal, aber weit verbreitet: Männer hatten 2015 zu 23,1 % Erfahrungen mit Prostituierten, Frauen zu 2,6 %. Die Zahl der Prostituierten beläuft sich laut dem Ministerium für Gleichbehandlung und Familie auf rund 500.000 (2013), Schätzungen von Menschenrechtsorganisationen belaufen sich auf über eine Million Personen.

## Geschichte

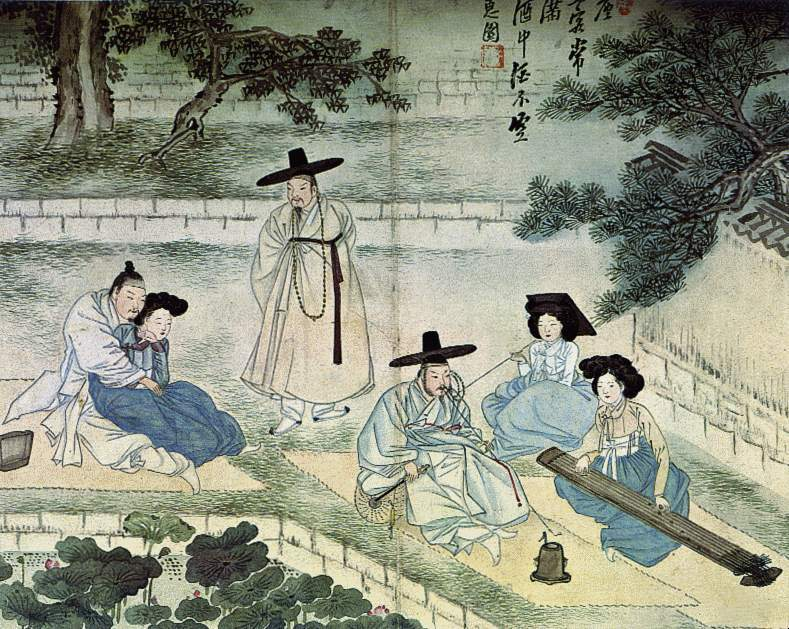
Gisaeng, Ausbildung von Unterhaltungskünstlerinnen, die auch für Liebesdienste zur Verfügung standen.

Im historischen Korea war Sexarbeit grundsätzlich nicht in Form von Bordellen organisiert, bis sich 1897 die Grenzen des Landes für japanische Migranten öffneten; allerdings leisteten bereits die Gisaeng-Frauen oft sexuelle Dienste für Vertreter der Eliten der Ständegesellschaft. Mit der japanischen Kolonialisierung wurde die Kaste der Gisaeng abgeschafft; entsprechend der Kultur der Besatzer wurden zwei Formen der Prostitution eingeführt, die Zwangsprostitution der Trostfrauen und die kommerzielle Prostitution.
Schon drei Jahre vor dem Japan-Korea-Protektoratsvertrag von 1905 wurde in Busan der erste Rotlichtviertel durch japanische Behörden errichtet, um sexuell übertragbare Erkrankungen an der Verbreitung zu hindern. 1905 folgte das erste Bordell in Seoul. 
Nach Ende des Koreakriegs 1953 belief sich die Anzahl der Sexarbeiterinnen auf 350.000, von denen rund 60 % in direkter Nähe der Stützpunkte des US-Militärs gemeldet war.
In Busan wurde das Rotlichtmilieu in den 1970er- und 1980er-Jahren zum größten Asiens. In der Spitze beherbergten 120 Herbergen rund 2000 Prostituierte.
Bis in die 1980er Jahre wurde ein System zur medizinischen Kontrolle der Prostituierten betrieben, das vom bis heute geltenden Verbot abgelöst wurde.

## Prostitution in der Gesellschaft

### Jugendprostitution
Die Zahl der Straßenkinder 2012 belief sich auf etwa 200.000, von denen 60 Prozent weiblich waren. Der Anteil der Personen, die Erfahrungen mit Prostitution hatten, belief sich auf 50 %.

### Armutsprostitution
Für ältere Prostituierte hat sich der Terminus „Bacchus Ladies“ etabliert, der Name erinnert an die offizielle Tätigkeit der 50 bis über 70 Jahre alten Frauen, dem Verkauf eines Getränkes – das nach dem römischen Gott Bacchus benannt ist.